# Notoriedade
Notoriedade é a propriedade de ser digno de nota, ter fama, ou ser considerado alto de um alto grau de interesse, importância, ou distinção. Refere-se também a capacidade de ser tal.

## História
O conceito surge na filosofia da estética sobre a avaliação estética. Há críticas de galerias de arte que determinam a valorização monetária, ou avaliação, de modo a determinar o que ou o que não exibir, baseando-se em notoriedade do artista, em vez de qualidade inerente da obra de arte.

## Jornalismo e propaganda
A notoriedade pode surgir em decisões sobre questões de cobertura sobre algo no meio jornalístico. Os comerciantes e os jornais podem tentar criar notoriedade para criar fama ou notoriedade para algo, ou para aumentar as vendas, como na imprensa marrom.

## Classes sociais
A classe privilegiada é por várias vezes chamada notável em relação aos trabalhadores assalariados.